# Adelgazamiento (morfología matemática)
Adelgazamiento es la transformación de una imagen digital en una imagen simplificada pero topológicamente equivalente. Este es un método de cálculo del esqueleto que hace uso de algunos operadores de la morfología matemática.

## Ejemplo
Sea {\displaystyle E=\mathbb {Z} ^{2}} y considere los elementos estructurantes compuestos, integrados por 
{\displaystyle C_{1}=\{(0,0),(-1,-1),(0,-1),(1,-1)\}} y {\displaystyle D_{1}=\{(-1,1),(0,1),(1,1)\}},
{\displaystyle C_{2}=\{(-1,0),(0,0),(-1,-1),(0,-1)\}} y {\displaystyle D_{2}=\{(0,1),(1,1),(1,0)\}}
y las tres rotaciones de cada uno por {\displaystyle 90^{o}}, {\displaystyle 180^{o}} y {\displaystyle 270^{o}}. Los correspondientes elementos estructurantes compuestos son denotados {\displaystyle B_{1},\ldots ,B_{8}}. 
Para cualquier i entre 1 y 8, y cualquier imagen binaria X, se define
{\displaystyle X\otimes B_{i}=X\setminus (X\odot B_{i})},
donde {\displaystyle \setminus } denota la diferencia de conjuntos y {\displaystyle \odot } denota la transformación de localización.
El adelgazamiento de una imagen A se obtiene iterando cíclicamente hasta lograr la convergencia:
{\displaystyle A\otimes B_{1}\otimes B_{2}\otimes \ldots \otimes B_{8}\otimes B_{1}\otimes B_{2}\otimes \ldots }.